# Rio Aba

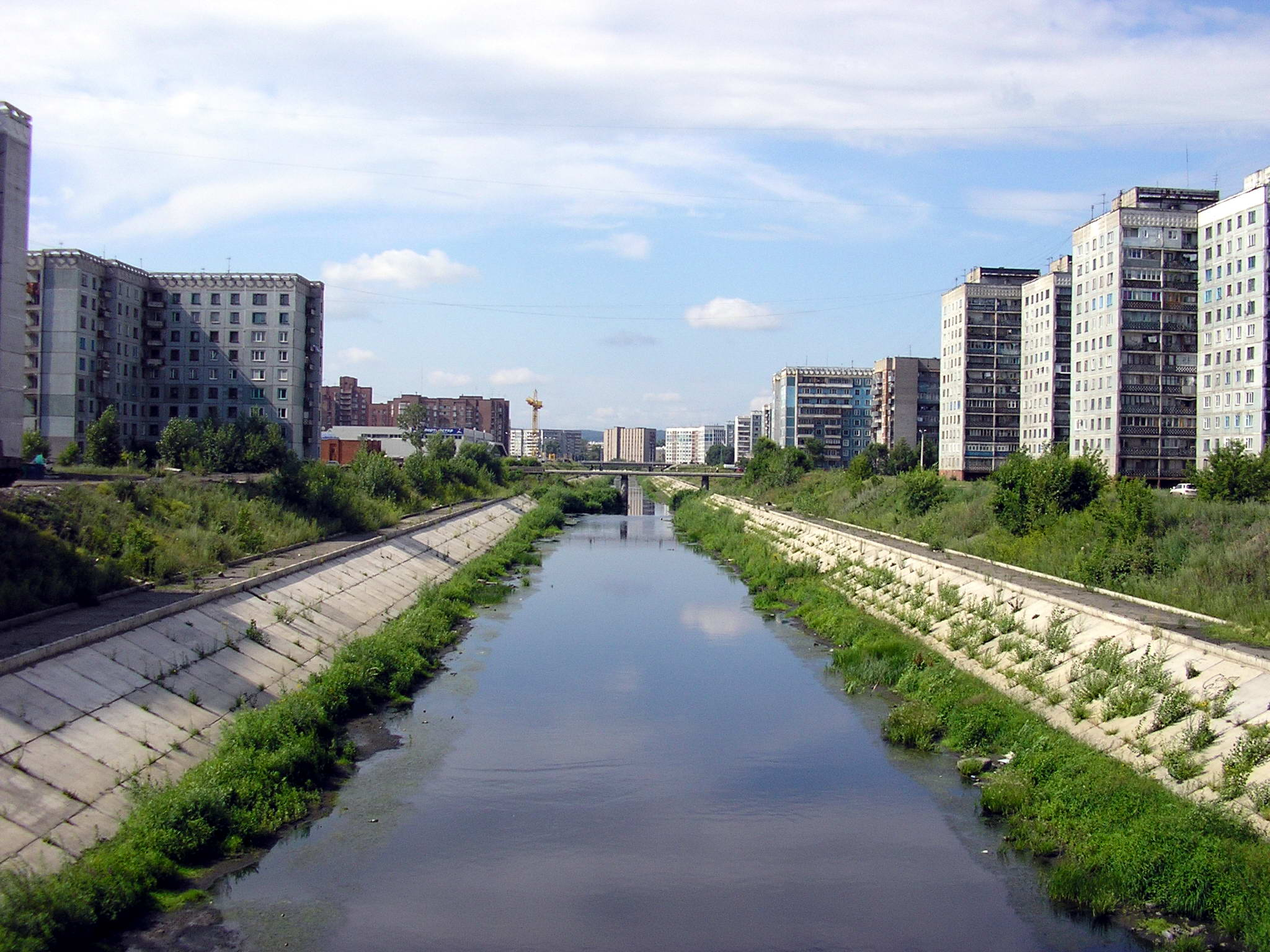
O Rio Aba.

O rio Aba (em russo:  река Аба) é um rio na Rússia; um afluente do rio Tom. Ele flui através das estepes e se funde com o Tom perto de Novokuznetsk. Existem depósitos de carvão na bacia do rio. O povo Abintzy vive nas proximidades do rio.

## Dados do Registo de Água
O rio Aba tem 16 quilómetros de extensão. O código hidrológico do rio Aba é 115100927 e possui um número de volume de IG de 15. O código do rio é 13010200312115100009273.